# Óz, a csodák csodája (televíziós sorozat)
Az Óz, a csodák csodája (eredeti cím: The Wizard of Oz) amerikai televíziós rajzfilmsorozat, amelyet a DIC Entertainment készített. A sorozat az 1939-ben bemutatott azonos című amerikai musical-filmen alapult, mely L. Frank Baum népszerű meseregényének filmváltozata volt.

## Szereplők
| Szereplő           | Eredeti hang     | Magyar hang                                       |
| ------------------ | ---------------- | ------------------------------------------------- |
| Dorothy Gale       | Liz Georges      | Kocsis Judit (1. hang) Götz Anna (2. hang)        |
| Madárijesztő       | David Lodge      | Stohl András (1. hang) Minárovits Péter (2. hang) |
| Bádogember         | Hal Rayle        | Szabó Sipos Barnabás                              |
| Gyáva oroszlán     | Charles Adler    | Szerednyey Béla                                   |
| Toto               | Frank Welker     | saját hangján                                     |
| Ádász              | Frank Welker     | Csuja Imre (1. hang) Csuha Lajos (2. hang)        |
| Nyugati boszorkány | Tress MacNeille  | Kassai Ilona (1. hang) Czigány Judit (2. hang)    |
| Glinda             | B.J. Ward        | Málnai Zsuzsa                                     |
| Óz                 | Alan Oppenheimer | Dobránszky Zoltán                                 |

- További magyar hangok: Áron László, Balázsi Gyula, Bartucz Attila, F. Nagy Zoltán, Fazekas Zsuzsa, Halmágyi Sándor, Izsóf Vilmos, Kálloy Molnár Péter, Makay Andrea, Szalay Imre, Szűcs Sándor, Teizi Gyula, Varga Tamás, Versényi László, Wohlmuth István, Zsíros Ágnes

## Epizódok
|     |                                         |                                        |                      |  |  |
| 1.  | A Smaragdváros megszabadítása – 1. rész | The Rescue of the Emerald City: Part 1 | 1990. szeptember 8.  |  |  |
|     |                                         |                                        |                      |  |  |
| 2.  | A Smaragdváros megszabadítása – 2. rész | The Rescue of the Emerald City: Part 2 | 1990. szeptember 15. |  |  |
|     |                                         |                                        |                      |  |  |
| 3.  | A gyáva oroszlán bátorsága              | Fearless                               | 1990. október 22.    |  |  |
|     |                                         |                                        |                      |  |  |
| 4.  | A kristálygömb                          | Crystal Clear                          | 1990. október 29.    |  |  |
|     |                                         |                                        |                      |  |  |
| 5.  | Oly messze van Kansas                   | We're Not in Kansas Anymore            | 1990. november 6.    |  |  |
|     |                                         |                                        |                      |  |  |
| 6.  | A nyávogó oroszlán                      | The Lion that Squeaked                 | 1990. november 13.   |  |  |
|     |                                         |                                        |                      |  |  |
| 7.  | Álom, édes álom                         | Dream a Little Dream                   | 1990. november 20.   |  |  |
|     |                                         |                                        |                      |  |  |
| 8.  | A színek elrablása                      | A Star Is Gone                         | 1990. november 30.   |  |  |
|     |                                         |                                        |                      |  |  |
| 9.  | Az időváros                             | Time Town                              | 1990. december 3.    |  |  |
|     |                                         |                                        |                      |  |  |
| 10. | Acélváros                               | The Marvelous Milkmaid of Mechanica    | 1990. december 10.   |  |  |
|     |                                         |                                        |                      |  |  |
| 11. | A Fordított Világ                       | Upside-Down Town                       | 1990. december 17.   |  |  |
|     |                                         |                                        |                      |  |  |
| 12. | Zeneország                              | The Day the Music Died                 | 1990. december 24.   |  |  |
|     |                                         |                                        |                      |  |  |
| 13. | A nagy léghajóverseny                   | Hot Air                                | 1990. december 28.   |  |  |